# ياسوهيرو كانو
ياسوهيرو كانو (باليابانية: 叶恭弘؛ بالكانا: かのう やすひろ) هو مانغاكا ياباني، ولد في 16 ديسمبر 1970 في هوكايدو في اليابان.

## روابط خارجية
- ياسوهيرو كانو على موقع ANN person (الإنجليزية)